# Halifax (Virginia)
Halifax ist eine Stadt im Halifax County, Virginia, Vereinigte Staaten. Sie liegt am Nebenfluss Banister River des Dan River und ist der Verwaltungssitz (County Seat) des Halifax Countys. Das U.S. Census Bureau hat bei der Volkszählung 2020 eine Einwohnerzahl von 1.118 ermittelt.

## Geographie
Halifax liegt mitten im Halifax County. Ihre nördliche Grenze ist der Banister River, welcher ein linker Nebenfluss des Dan River ist.

## Geschichte
Die Stadt Halifax wurde 1752 gegründet. Seit 1777 ist sie Sitz des Halifax Countys. Die Gerichtsstadt wurde zunächst nach dem anliegenden Fluss Banister benannt. Im Laufe der Zeit wuchs die Stadt um das neue Gerichtsgebäude heran. Während des amerikanischen Bürgerkrieges wurde sie Banister Town genannt und 1890 in Houston umbenannt, um die Stadt für eine neue Eisenbahnstrecke attraktiv zu machen. Nach dem Ersten Weltkrieg wurde der Name zum heutigen Halifax geändert.

## Verkehr
In Halifax besteht Anschluss an Hauptverkehrsstraßen und Autobahnen:
- U.S. State Route 501
- U.S. State Route 360
- Virginia State Route 360

## Sonstiges
Die Carlbrook-Schule, das Gerichtshaus von Halifax und drei weitere Plätze in Halifax sind im Verzeichnis historischer Stätten der Vereinigten Staaten aufgeführt.